# Humayun
Humayun (dvs. den lykkelige), (egl. Nazir-ud-din) (6. marts 1508 – 22. februar 1556) var indisk stormogul 1530-1539 og 1555-1556.
Humayun, der var stormogulen Baburs ældste søn, overtog regeringen efter dennes død. Han omtales som intellektuelt interesseret, men politisk uerfaren og desuden narkoman, samt svag over for sine brødre. I løbet af sin regering måtte han dels kæmpe mod afghanske nabofyrster der søgte at fordrive mogulerne fra Nordindien, dels imod sine oprørske brødre som gang faldt ham i ryggen. 1539 blev han fordrevet af fyrsten Sher Khan som overtog hele riget, mens han selv flygtede til Persien (Iran). 
I sine eksilår måtte Humayun atter kæmpe imod sine brødre, som det dog lykkedes ham at nedkæmpe, hvorefter hans politiske stilling styrkedes. Da afghanernes herredømme i Nordindien blev svækket af indre strid, generobrede han 1555 området og blev atter stormogul. Han døde allerede året efter ved et ulykkestilfælde, men sønnen Akbar sikrede mogulernes herredømme.